# Куратов, Анатолий Александрович
Анато́лий Алекса́ндрович Кура́тов (28 сентября 1936, Архангельск — 13 февраля 2014, там же) — советский и российский историк и археолог. Кандидат исторических наук, профессор (1996). Ректор Архангельского государственного педагогического института имени М. В. Ломоносова (1980—1986). Заслуженный работник высшей школы Российской Федерации (1997).

## Биография
В 1963 году окончил Ленинградский государственный университет.
В 1963—1968 годах — директор Архангельского областного краеведческого музея.
В 1971 году в ЛГУ имени А. А. Жданова защитил диссертацию на соискание учёной степени кандидата исторических наук по теме «Древняя история Архангельского Беломорья в эпоху неолита и раннего металла».
В 1968 году начал преподавать на кафедре истории в Архангельском государственном педагогическом институте (АГПИ), где в 1974—1996 годах заведовал кафедрой истории, а в 1980—1986 годах — ректором.
С 1996 года занимал должность профессора кафедры отечественной истории в Поморском государственном университете имени М. В. Ломоносова, а затем Северном (Арктическом) федеральном университете.
Автор более 200 научных работ.

## Научные труды
- Куратов А. А. Историография истории и культуры Архангельского Севера : Учеб. пособие к спецкурсу / Арханг. гос. пед. ин-т. — Вологда : Вологод. гос. пед. ин-т, 1989. — 110 с.
- Куратов А. А. Источниковедение истории и культуры Архангельского Севера : Учеб. пособие к спецкурсу. — Архангельск: Изд-во Помор. гос. пед. ун-та, 1992. — 128 с. ISBN 5-88086-011-6
- Куратов А. А. История и историки Архангельского Севера : Вопросы источниковедения и историографии : Монография / М-во общ. и проф. образования Рос. Федерации. Помор. гос. ун-т им. М. В. Ломоносова. — Архангельск : Изд-во Помор. гос. ун-та им. М. В. Ломоносова, 1999. — 271 с. ISBN 5-88086-190-2
- Куратов А. А. Архангельский Север в истории России : Учеб. кн. для школьников и студентов / М-во образования Рос. Федерации. Помор. гос. ун-т им. М.В. Ломоносова. — Архангельск: Помор. гос. ун-т им. М.В. Ломоносова, 2003. — 211 с. ISBN 5-88086-326-3
- Куратов А. А. Православные святыни и святые в истории Архангельского севера : учеб. кн. / М-во образования и науки Рос. Федерации, Гос. образоват. учреждение высш. проф. образования "Помор. гос. ун-т им. М. В. Ломоносова". — 2-е изд., испр. и доп. - Архангельск: Помор. гос. ун-т им. М.В. Ломоносова, 2004. — 227 с. ISBN 5-88086-416-2
- Куратов А. А. Археология и история Архангельского Севера: избранные ст. / Федеральное агентство по образованию, Гос. образовательное учреждение высш. проф. образования "Поморский гос. ун-т им. М. В. Ломоносова". — Архангельск: Помор. гос. ун-т им. М.В. Ломоносова, 2006. — 310 с. ISBN 5-88086-592-4
- Куратов А. А. Каменные лабиринты в сакральном пространстве Северной Европы / Федеральное агентство по образованию, Гос. образовательное учреждение высш. проф. образования "Поморский гос. ун-т им. М. В. Ломоносова". — Архангельск: Помор. гос. ун-т им. М.В. Ломоносова, 2008. — 53 с. ISBN 978-5-88086-761-5
- Куратов А. А. Хронология и метрология в истории России и Русского Севера : монография / А. А. Куратов ; Федеральное агентство по образованию, Гос. образовательное учреждение высш. проф. образования "Поморский гос. ун-т им. М. В. Ломоносова". — Архангельск: Помор. гос. ун-т им. М.В. Ломоносова, 2006. — 99 с. ISBN 5-88086-589-4